# Мастеров, Вадим Фёдорович
Вади́м Фёдорович Ма́стеров (17 декабря 1941, Архангельск — 28 января 1999, Санкт-Петербург) — советский и российский учёный-физик, педагог. Заведовал кафедрой экспериментальной физики ленинградского (санкт-петербургского) «Политеха». Специалист по высокотемпературной сверхпроводимости, фуллеренам, физике полупроводников, мёссбауэровской спектроскопии. Автор более 250 научных трудов.

## Биография
Родился в 1941 году в городе Архангельске. Его отец, Фёдор Иванович, был рабочим, а мать, Елизавета Макаровна, — заведующей детским садом.
В 1959 году, после завершения обучения в средней школе в Архангельске, В. Ф. Мастеров поступил на механико-машиностроительный факультет Ленинградского политехнического института (ЛПИ). Впоследствии перевёлся на физико-механический факультет (ФМФ) ЛПИ.
По окончании института в ноябре 1964 года по специальности «металлофизика и металловедение», был оставлен на кафедре «Экспериментальная физика» ФМФ, возглавлявшейся тогда Д. Н. Наследовым, а ранее академиком А. Ф. Иоффе. На кафедре В. Ф. Мастеров занимал должности младшего научного сотрудника (1965—1966), старшего инженера (1966—1975), старшего научного сотрудника и заместителя заведующего кафедрой по научной работе (1975—1982), профессора (1982—1991). С 1991 по 1999 год — профессор-заведующий кафедрой.
В 1971 году защитил диссертацию на соискание учёной степени кандидата, а в 1979 году — доктора физико-математических наук.
Умер от сердечного приступа, случившегося 28 января 1999 года. Похоронен на новом кладбище в посёлке Мурино Всеволожского района Ленинградской области.

## Научная деятельность
В. Ф. Мастеров был известен как специалист по физике твёрдого тела (полупроводники, высокотемпературная сверхпроводимость, фуллерены).
Основные достижения:
- впервые зарегистрированы фото- и электро- люминесценция за счёт внутрицентровых (между уровнями примесей) электронных переходов в полупроводниках АIIIВV, легированных редкоземельными элементами (РЗЭ);
- показана перспективность использования полупроводников, легированных РЗЭ, для создания когерентных и некогерентных источников инфракрасного излучения;
- одновременно с другими исследовательскими группами обнаружено явление микроволнового поглощения в сверхпроводниках, содержащих внутренние джозефсоновские переходы;
- открыта высокотемпературная сверхпроводящая фаза в металлофуллерене на основе меди с рекордным для фуллеридов значением температуры сверхпроводящего перехода 120 K.

Автор свыше 250 научных трудов, суммарно процитированных более 1400 раз, индекс Хирша — 13 (по данным РИНЦ). Ряд статей опубликован в международных журналах высшего уровня, таких как Journal of Applied Physics и Applied Physics Letters.
Некоторые публикации:
- Masterov V.F., Nasredinov F.S., Seregin P.P., Kudoyarova V.Kh., Kuznetsov A.N., Terukov E.I. // Local environment of Erbium atoms in amorphous hydrogenated Silicon // Applied Physics Letters, vol. 72, № 6, pp. 728–730 (1998) — abstract.
- Мастеров В.Ф., Захаренков Л.Ф. // Редкоземельные элементы в полупроводниках A3B5 (обзор) // Физика и техника полупроводников, т. 24, вып. 4, с. 610—630 (1990) — текст.
- Gusev O.B., Prineas J.P., Lindmark E.K., Khitrova G., Gibbs H.M., Bresler M.S., Yassievich I.N. , Zakharchenya B.P., Masterov V.F. // Er in molecular beam epitaxy grown GaAs/AlGaAs structures // Journal of Applied Physics, vol. 82, № 4, pp. 1815–1823 (1997) — abstract.

Принимал участие в работе и организации международных и всероссийских научных форумов. С 1990 по 1998 год был приглашённым докладчиком на семи конференциях.
Претендовал на избрание членом-корреспондентом РАН. Входил в состав редколлегии журнала «Физика и техника полупроводников».

## Педагогическая работа
В течение более 30 лет читал и совершенствовал курс общей физики. Профессор.
На основе его лекций в 2003 году был издан учебник: 
- Ипатова И.П., Мастеров В.Ф., Уханов Ю.И. // Курс физики.
  - Том 1. Механика, Термодинамика (ISBN 5-7422-0410-8);
  - Том 2. Электромагнитные явления (ISBN 5-7422-0263-6).

Кроме того, опубликовал более 30 учебно-методических работ, в том числе 6 учебных пособий.
Под его руководством в 1970-х годах была модернизирована учебная лаборатория по физике. Учебный практикум по физике ЛПИ стал одним из лучших в стране и был удостоен диплома I-ой степени на ВДНХ СССР в 1979 году.
Организовал на своей кафедре систему подготовки магистров по направлению «физика конденсированного состояния» (специализации: атомная спектроскопия и физико-химическая биология).
Как учёный-наставник подготовил 14 кандидатов и четырёх докторов наук.
В 1992—1997 годах входил в Научно-методический совет по физике при Министерстве высшего образования РФ.

## Признание
- Соросовский профессор[7].